# Лагевники (гміна)
Гміна Лагевники (пол. Gmina Łagiewniki) — сільська гміна у південно-західній Польщі. Належить до Дзержоньовського повіту Нижньосілезького воєводства.
Станом на 31 грудня 2011 у гміні проживало 7596 осіб.

## Площа
Згідно з даними за 2007 рік площа гміни становила 124.42 км², у тому числі:
- орні землі: 73.00%
- ліси: 19.00%

Таким чином, площа гміни становить 25.99% площі повіту.

## Населення
Станом на 31 грудня 2011:
| Опис     | Загалом | Загалом | Чоловіки | Чоловіки | Жінки | Жінки |
| -------- | ------- | ------- | -------- | -------- | ----- | ----- |
| одиниця  | осіб    | %       | осіб     | %        | осіб  | %     |
| все      | 7596    | 100     | 3694     | 48.63    | 3902  | 51.37 |
| міське   | 0       | 100     | 0        |          | 0     |       |
| сільське | 7596    | 100     | 3694     | 48.63    | 3902  | 51.37 |

## Сусідні гміни
Гміна Лагевники межує з такими гмінами: Дзержонюв, Йорданув-Шльонський, Кондратовіце, Марциновіце, Немча, Собутка.